# 泰尼 (涅夫勒省)
泰尼（法語：Teigny，法語發音：[tɛɲi]）是法国涅夫勒省的一个市镇，位于该省北部偏东，属于克拉姆西区。

## 地理
泰尼（47°22'57"N, 3°40'10"E）面积7.42 平方千米，位于法国勃艮第-弗朗什-孔泰大區涅夫勒省，该省份为法国中部省份，北至约讷省，西北接卢瓦雷省，西接谢尔省，南至阿列省，东南接索恩-卢瓦尔省，东临科多尔省。
与泰尼接壤的市镇（或旧市镇、城区）包括：拉迈松迪约、梅特莱孔特、尼阿尔、维尼奥勒。
泰尼的时区为UTC+01:00、UTC+02:00（夏令时）。

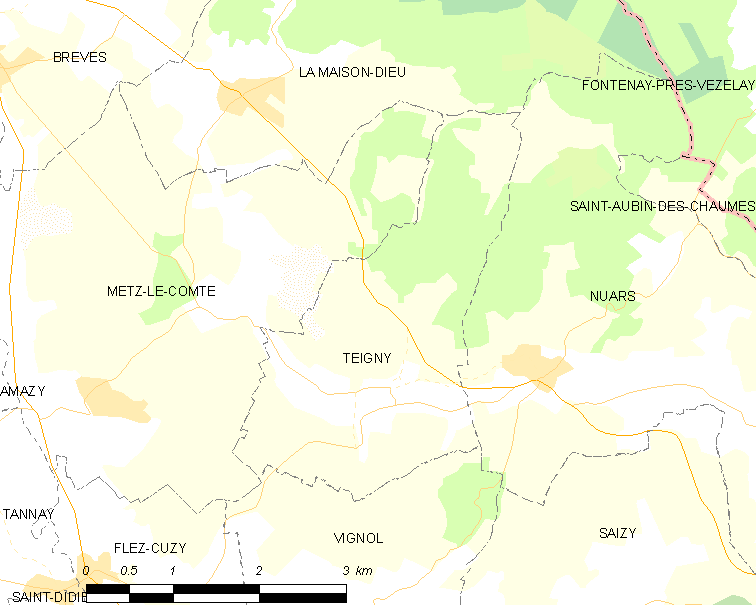
泰尼的OSM定位图

## 行政
泰尼的邮政编码为58190，INSEE市镇编码为58288。

## 政治
泰尼所属的省级选区为克拉姆西县。

## 交通
涅夫勒省省道D42线和D119线经过境内。

## 人口

1962-2008年间泰尼人口变化图示

泰尼于2022年1月1日时的人口数量为115人。